# Sabha
Sabha is een gemeente (Shabiyah) en stad in Libië.
De hoofdplaats van de gemeente is de stad Sabha die met 126.000 inwoners de grootste stad in het zuiden van Libië is. Net ten zuiden van de stad begint de Saharawoestijn. Nabij de stad Sabha ligt het Gaberounmeer. De stad was de historische hoofdstad van de regio Fezzan. In de stad ligt ook het fort Elena, vernoemd naar Helena van Montenegro, die op de 10 dinar bankbiljetten staat. In de Italiaanse tijd heette het fort Margherita. Momenteel is het een kazerne. Ten zuidoosten van de stad ligt ook een vliegveld waar ook de Libische Luchtmacht gebruik van maakt. Het werd gebombardeerd tijdens de opstand in Libië in 2011.

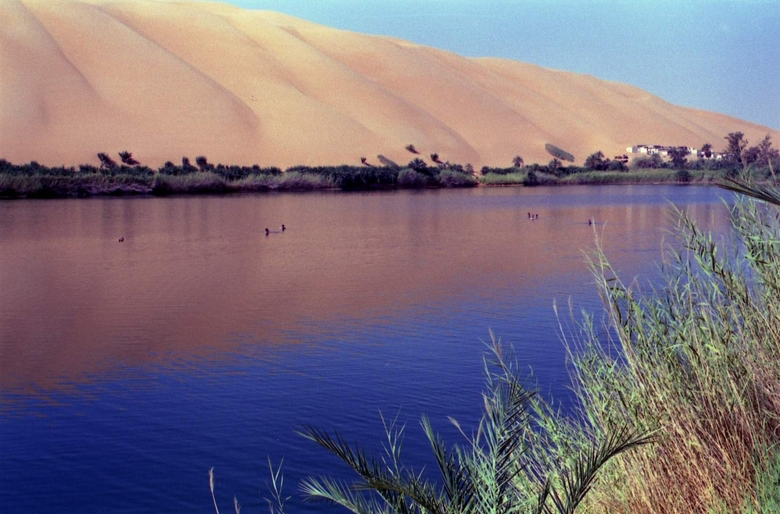
Het Gaberounmeer

De stad is een eindpunt voor illegale immigranten uit met name Niger, Togo, Ghana en Soedan die met bussen door de Sahara komen en vandaar verder trekken richting Tripoli met Europa als einddoel. Deze route is zeer gevaarlijk, omdat de chauffeurs vaak verdwalen en er schaarste is aan voedsel en drinken in de woestijn. In 1981 werden bij Sabha raketten van het type OTRAG getest. In 2004 meldde het IAEA dat Sabha gelinkt werd aan nucleaire activiteiten van de Libische regering. 
Ook de plaatsen Samnu (سمنو), Tamanhant (تمنهنت), Umm al `Abid, Umm al Ahrar, Al Mahdia (المهدية), Az Zighan (الزيغن), Sukrah (Sakra) (سكرة), Al Nssiria, Ghadduwah (Goddua) (غدوة), Hagiara en Al Tanawia behoren tot de gemeente.
Benghazi ·
Al Butnan ·
Derna ·
Ghat ·
Al Jabal al Akhdar ·
Al Jabal al Gharbi ·
Al Jfara ·
Al Jufrah ·
Al Kufrah ·
Al Marj ·
Misratah ·
Al Murgub ·
Murzuq ·
Nalut ·
An Nuqat al Khams ·
Sabha ·
Sirte ·
Tripoli ·
Wadi Al Hayaa ·
Wadi Al Shatii ·
Al Wahat ·
Az Zawiyah